# Cercle de Shriver

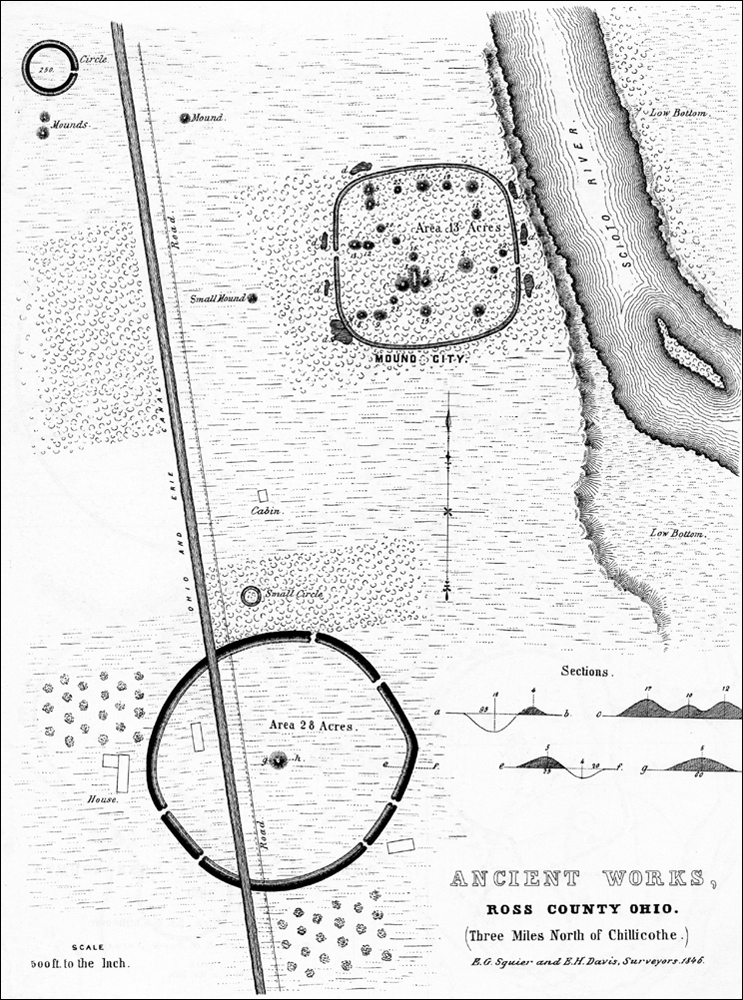
Carte du Cercle de Shriver et de Mound City, par E. G. Squier et Davis, en 1846.

Les ouvrages en terre du Cercle de Shriver (33 RO 347) sont un site archéologique précolombien de la culture de l'Ohio Hopewell, de 200 av. J.-C. à 500 apr. J.-C.. Ce site d'ouvrages précolombiens en terre est situé à Chillicothe dans le comté de Ross, dans l'Ohio. 
Avec 1 200 pieds (365,76 m) de diamètre, le site est l'un des plus vastes enclos circulaires de la culture Hopewell dans l'État de l'Ohio.

## Description du site
Le site du Cercle de Shriver est une vaste enceinte circulaire oblongue entourée par un fossé. Ce site est situé un peu moins de 1 500 pieds (457,2 m) au sud du groupe de Mound City et à une courte distance à l'ouest de la rivière Scioto. La forme oblongue est très inhabituelle parmi les grands cercles de la culture Hopewell, qui sont généralement des cercles presque parfaits. Un petit tumulus ou monticule conique mesurant 40 pieds (12,192 m) de diamètre et 5 pieds (1,524 m) de haut était situé au centre de l'enclos. Son premier relevé et ses premières fouilles ont été exécutées en 1846 par Ephraim George Squier et Edwin Hamilton Davis. Le site mesurait à cette époque plus de 1 000 pieds (304,8 m) de diamètre, 5 pieds (1,524 m) de hauteur et 25 pieds (7,62 m) de largeur. Le fossé qui l'entourait mesurait 20 pieds (6,096 m) de large et 4 pieds (1,2192 m) de profondeur. Le remblai et le fossé ont été divisés en six segments par six passerelles inégalement espacées sur le pourtour de l'enclos,. 

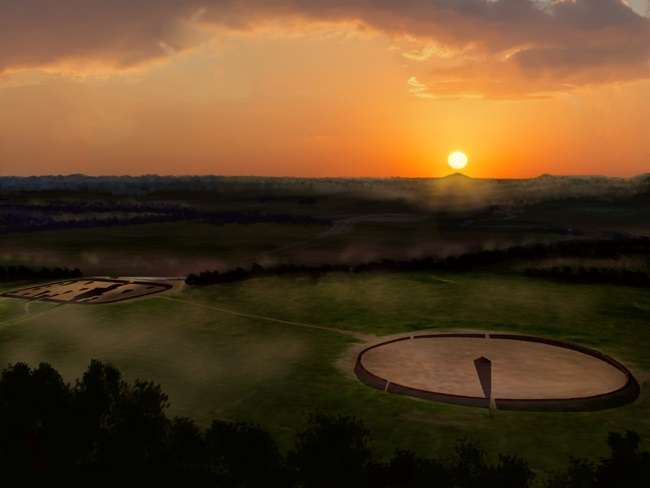
Vue d'artiste montrant l'alignement au solstice d'été.

Une première carte schématique de ce site est dessinée quelque temps avant 1813 par Thomas Worthington, sixième gouverneur de l'Ohio dont la maison Adena est l'homonyme de la culture Adena. Cette carte du début du XIXe siècle comporte des éléments qui indiquent que l'enceinte et le monticule conique ont depuis perdu la moitié de leur hauteur en raison d'un labourage en 1846 et étaient à l'origine à au moins 10 pieds (3,048 m) de hauteur. Cette carte schématique indiquait également neuf passerelles.
Le monticule conique central et la porte de l'est forment un alignement au lever du soleil au solstice d'été avec une colline connue sous le nom de Sugarloaf Mountain située à plusieurs kilomètres à l'est de l'autre côté de la vallée de la rivière Scioto.

## Fouilles et études archéologiques
Avant que les premières fouilles ne soient entreprises sur le site en 1846, une route et une partie du canal de l'Ohio et d'Érié avaient déjà été construites au début des années 1830 sur le tiers ouest de l'enceinte. 
Squier et Davis ont partiellement fouillé le monticule central en 1846. Ils y ont trouvé un certain nombre d'artéfacts fabriqués à partir de cuivre et de mica, ainsi que de grandes quantités d'os calcinés. Les artéfacts ressemblent plus à ceux trouvés sur les sites culturels d'Adena qu'aux artefacts extraits du groupe Mound City situé à proximité. Ils ont inclus le site dans leur ouvrage de 1848 qui a influencé nombre d'archéologues, Monuments anciens de la vallée du Mississippi. Ils ont dénommé le site en l'honneur de Henry Shriver, qui était en était le propriétaire ainsi que d'une grande partie des terres agricoles de la région au milieu des années 1800.
Une grande partie du site a été endommagée par les travaux agricoles pendant le XIXe siècle. Même après la publication du livre de 1848, les archéologues ne se sont pas préoccupés de la préservation du site, qui a été fortement endommagé par l'agriculture.
Pendant la Première Guerre mondiale, l'armée américaine a construit sur le site une base d'entraînement militaire, le Camp Sherman. Le cercle conique a été gradué et le terrain de parade du camp a été construit à son emplacement. Après la guerre, le camp a été rasé et l'Ohio State Route 104, une route qui traverse le site, a été élargie, causant encore plus de dégâts. Une partie du site était couverte par l'établissement correctionnel de Chillicothe lors de sa construction au début des années 1960. Au début des années 2000, lorsque les archéologues du parc historique national de la culture Hopewell ont commencé à faire des relevés magnétiques, les caractéristiques du site étaient si aplaties qu'elles ne pouvaient pas être distinguées à l'œil nu des champs environnants, alors qu'elles pouvaient être distinguées sur les anciennes photos aériennes,. 
Les datations au radiocarbone semblent confirmer l'appartenance à l'époque de la culture Hopewell.
En 2005, une série d'études et d'analyses au moyen du procédé Lidar sont effectuées sur le site, ainsi que des fouilles sur le terrain.

## Sources
- (en) Cet article est partiellement ou en totalité issu de l’article de Wikipédia en anglais intitulé « Shriver Circle Earthworks » (voir la liste des auteurs).